# 9682 Gravesande
9682 Gravesande è un asteroide della fascia principale. Scoperto nel 1960, presenta un'orbita caratterizzata da un semiasse maggiore pari a 2,1563587 UA e da un'eccentricità di 0,0217553, inclinata di 2,76507° rispetto all'eclittica.
È dedicato al filosofo e matematico olandese Willem 's Gravesande.